# La Chapelle-Gaceline
La Chapelle-Gaceline foi uma comuna francesa na região administrativa da Bretanha, no departamento Morbihan. Estendia-se por uma área de 7,79 km². Em 2010 a comuna tinha 731 habitantes (densidade: 93,8 hab./km²).
Em 1 de janeiro de 2017, passou a formar parte da comuna de La Gacilly.